# Tipula (Lunatipula) stubbsi
Tipula (Lunatipula) stubbsi is een tweevleugelige uit de familie langpootmuggen (Tipulidae). De soort komt voor in het Palearctisch gebied.